# Palszan állomás
Palszan (Balsan) állomás a szöuli metró 5-ös vonalának állomása, mely Kangszo-ku (Gangseo-gu) kerületben található.

## Viszonylatok
| 5-ös vonal                   | 5-ös vonal | 5-ös vonal                                                                    |
| ---------------------------- | ---------- | ----------------------------------------------------------------------------- |
| Magok Panghva (Banghwa) felé | fő vonal   | Udzsangszan (Ujangsan) Szangil-tong (Sangil-dong) vagy Macshon (Macheon) felé |